# Attacco all'ambasciata degli Stati Uniti d'America a Baghdad
L’attacco contro l'ambasciata degli Stati Uniti d'America si è verificato a Baghdad, in Iraq, tra il 31 dicembre 2019 ed il 1º gennaio 2020. I manifestanti, appoggiati dai miliziani di Kata'ib Hezbollah e le loro Forze di Mobilitazione Popolare (PMF) insieme a sostenitori e simpatizzanti hanno attaccato l'ambasciata statunitense nella zona verde in risposta agli attacchi aerei statunitensi su Iraq e Siria nel 2019 che hanno ucciso 25 persone e ferito 55 combattenti di Kata'ib Hezbollah in Iraq e Siria.
L'attacco è avvenuto nel contesto della crisi del Golfo Persico del 2019-2020, portando gli Stati Uniti d'America a incolpare l'Iran e i suoi alleati in Iraq per aver orchestrato l'attacco all'ambasciata. Gli Stati Uniti hanno risposto inviando centinaia di truppe aggiuntive nella regione del Golfo Persico tra Iraq e Kuwait, tra cui circa 100 marines statunitensi per rafforzare la sicurezza presso l'ambasciata di Baghdad. Nessun decesso o lesioni gravi si sono avuti tra gli statunitensi durante l'attacco e i manifestanti non hanno mai violato il complesso principale.

## Contesto
Il 27 dicembre 2019, la base aerea irachena K-1 nella provincia di Kirkuk, in Iraq, è stata attaccata da oltre 30 missili, uccidendo un mercenario statunitense, ferendo quattro membri dei servizi statunitensi e due membri del personale delle Forze di sicurezza irachene. Gli Stati Uniti hanno accusato la milizia di Kata'ib Hezbollah, appoggiata dall'Iran, un sottogruppo delle forze di mobilitazione popolari irachene (PMF), per l'attacco.
Il 29 dicembre 2019, gli Stati Uniti d'America hanno risposto con un attacco missilistico contro cinque postazioni per lo stoccaggio di armi e centri di comando appartenenti a Kata'ib Hezbollah — e quindi del PMF — in Iraq e Siria. Almeno 25 miliziani iracheni sono stati uccisi, e almeno 55 feriti. I funzionari statunitensi hanno affermato che gli attacchi sono stati una risposta diretta all'uccisione del contractor americano il 27 dicembre 2019. Il Primo ministro dell'Iraq, Adil Abdul-Mahdi, ha condannato i bombardamenti aerei statunitensi mentre l'Inviato speciale per gli Stati Uniti, Brian Hook, ha affermato che le operazioni rappresentavano un messaggio diretto all'Iran.

## Dinamica dell'attacco
Il 31 dicembre 2019, in seguito a un funerale tenuto per i miliziani Kata'ib Hezbollah uccisi dai bombardamenti aerei statunitensi, una folla di decine di miliziani iracheni sciiti e altrettanti sostenitori hanno marciato sul perimetro della pesantemente fortificata Zona verde nel centro di Baghdad, proseguendo poi lungo la Kindi Street, riuscendo a circondare l'entrata del complesso dell'Ambasciata degli Stati Uniti. Secondo Associated Press, le forze di sicurezza irachene non avrebbero tentato di fermare la folla di insorti e avrebbero permesso loro di superare i checkpoint di sicurezza.
Bandiere degli Stati Uniti d'America, d'Israele e del Regno Unito sono state bruciate, manifesti per chiedere la chiusura l'ambasciata e cori “Morte all'America” hanno accompagnato le azioni di protesta. Per motivi di sicurezza, l’ambasciatore statunitense e parte del personale sono stati portati in una zona sicura.
Il primo ministro iracheno, il dimissionario Adel Abdul Mahdi, ha lanciato un invito alla calma, chiedendo ai dimostranti di lasciare l'ambasciata.
Il presidente statunitense, Donald Trump, ha accusato l’Iran di essere stata la mente delle proteste, "orchestrando" l’attacco all’ambasciata a Baghdad. Inoltre, disse che si sarebbe aspettato che l'Iraq proteggesse l'ambasciata dai manifestanti.
Dura è arrivata la condanna del presidente iraniano Hassan Rohani, per il quale disse che il tempo delle sanzioni e delle pressioni contro l’Iran finirà.
Rabbiosa anche la reazione di Baghdad dicendo che le forze americane hanno agito in funzione delle loro priorità e non di quelle degli iracheni, violando la sovranità dell’Iraq.